# Deokjin-gu
Deokjin-gu là một quận không tự trị trong thành phố Jeonju ở Jeolla Bắc, Hàn Quốc.

## Phân cấp hành chính
Deokjin-gu được chia thành 15 phường (dong).
|                | Hangul  | Hanja  |
| -------------- | ------- | ------ |
| Jinbuk-dong    | 진북동  | 鎭北洞 |
| Inhu-dong      | 인후1동 | 麟後洞 |
| Inhu-dong      | 인후2동 | 麟後洞 |
| Inhu-dong      | 인후3동 | 麟後洞 |
| Deokjin-dong   | 덕진동  | 德津洞 |
| Geumam-dong    | 금암1동 | 金岩洞 |
| Geumam-dong    | 금암2동 | 金岩洞 |
| Palbok-dong    | 팔복동  | 八福洞 |
| Ua-dong        | 우아1동 | 牛牙洞 |
| Ua-dong        | 우아2동 | 牛牙洞 |
| Hoseong-dong   | 호성동  | 湖城洞 |
| Songcheon-dong | 송천1동 | 松川洞 |
| Songcheon-dong | 송천2동 | 松川洞 |
| Jochon-dong    | 조촌동  | 助村洞 |
| Dongsan-dong   | 동산동  | 東山洞 |

## Liên kết
- (tiếng Hàn) Website chính thức